# ルカによる福音書1章
ルカによる福音書1章（ルカによるふくいんしょ1しょう）は、新約聖書のルカによる福音書の中の一章。1-4節の献呈の言葉、5-25節のバプテスマのヨハネの誕生予告、26-38節のイエスの誕生予告、39-45節でマリアがエリサベトを訪ねる場面、46-56節はマリアの賛歌（マニフィカト）、57-66節でバプテスマのヨハネ誕生、67-80節でザカリアの預言（ベネディクトゥス）及びヨハネの成長という内容になっている。

## 解釈
1-4節ではルカによる福音書が書かれた目的が述べられている。わたしたちの間で実現した事柄とは、単にイエス・キリストに関わる事実を明らかにするだけではなくそれらの事実が持っていた意味、そしてそれがわたしたちにとって力になり続けていることを論証しているのである。
テオフィロ（Theophilos）はκράτιστε（kratiste、新共同訳聖書ではさま、田川訳では閣下）が付いているため身分の高い人物に宛てられていると読まれてきた。ただし歴史学的にテオフィロが誰であるかははっきりしていない。そのためテオフィロが神の友という意味であることに着目し、テオフィロとはルカによる福音書の読者のことであるとの読みもある。
5節以降はバプテスマのヨハネ及びイエスの誕生物語が語られている。どちらの誕生物語もその生涯の縮図となっている。
5-25節ではバプテスマのヨハネの受胎をガブリエルが予告する箇所で、創世記17-18章イサクの誕生の予告と類似した文学類型を持つ。25節に人々の間からの恥とあるように不妊の女であることは当時その人の罪の結果祝福が与えられないということであると考えられていた。ザカリアがくじで選ばれ、香をたいている間に天使からヨハネの誕生を予告される。

祈りが聞かれるという表現は使徒言行録10章1-6節にあるようにルカが他の箇所でも用いている。ルカによる福音書及び使徒言行録は本来一つの文書であり、ルカによる福音書の解釈は使徒言行録の内容も念頭に置いて解釈されるべきである。
15節ではサムソンのようにバプテスマのヨハネがナジル人としてささげられたことを表現している。18節で年をとっていることを理由に予告を疑ったためそのしるしとして口がきけなくなったことにより神の介入による誕生が強調される。
26-38節ではマリアにイエスの誕生が予告される。形式はヨハネの誕生物語と類似しているが、15節でヨハネが「主の御前に偉大な人」と言われているのに対して32節ではイエスが「偉大な人」とより絶対的な偉大さが強調され、また「いと高き方の子と言われる」ともあるようにイエスの優位が表現されている。
予告を受けたマリアは戸惑い、また男の人を知らないと答えるが、天使は不妊の女であったエリサベトも男の子を身ごもったことを挙げ、神にできないことは何一つないと語るとマリアは「わたしは主のはしためです。この身に成りますように」と答えている。（聖書協会共同訳聖書で仕え女。はしためは文語訳では婢女となっており、数に入らない、人として扱われない状態を指す訳語である。聖書協会共同訳では人間の重さを表現することを考慮し、仕え女という訳語を取り入れている。）
マリアのように従順に神の言葉を受け入れる姿勢と神の業による誕生であることがここでは強調されている。

39-45節ではマリアがエリサベトを尋ねる場面となっている。41節「マリアの挨拶をエリサベトが聞いたとき、その胎内の子がおどった。」のおどったはギリシア語ではἐσκίρτησεν（eskirtēsen）であり、ルカによる福音書6章23節でも同じ単語が使われている。
バプテスマのヨハネは先駆者としてイエスが救い主であることを知らしめる役割をしたが、この箇所ではエリサベトがマリアの子が救い主であることを知ることによってそれが予表されている。この箇所におけるマリアの言葉に関する心理学的解釈には様々なものがありうるが、マリアの信仰者としての姿には学ぶべきものがあるとしてもあくまでも神の業であることが重要であると考えられる。
46-56節はエリサベトの祝福に応答したマリアの賛歌である。48節に「身分の低い、この主のはしためにも」（聖書協会共同訳ではこの卑しい仕え女）とあるように、マリアがこの世で低くされた者として神が身分の低い者と高い者が逆転することを歌うことによって卑しい者たちや飢えた者たちへの神の憐れみが表現されている。

56-80節ではバプテスマのヨハネが誕生し、ザカリアの預言がなされている。誕生語8日目に割礼を施すのはレビ記12章3節に規定がある。
ザカリアがエリサベトに直接ヨハネと名付けることを知らせていなかったにもかかわらず聖霊によってその名を知らされていたことに人々が驚いている。（60節でエリサベトが名はヨハネとしなければならないと話しているが、62節で手振りを使ってザカリアに尋ねているためその言葉が聞こえていない）
64節以降でザカリアが口をきけるようになり、神を賛美し、預言する。
69節に「救いの角を、僕ダビデの家から起こされた」とあるようにヨハネというよりはイエスについてまず語られている。
76節にあるようにヨハネはそのイエスに先立って行き、その道を整える者として立てられると預言する。
76節から79節は13節から16節の天使からザカリアへの告知に対応しており、ザカリアが天使の言葉を深く受け入れている。
80節の「幼子は身も心も健やかに育ち」は聖書協会共同訳では「幼子は成長し、その霊は強くなり」としている。ここでは聖霊という意味ではなく身体も精神もともに成長しているという意味で使われている。